# Premio Internacional de Poesía Ciudad de Münster
El Premio Internacional de Poesía Ciudad de Münster (en alemán: Preis der Stadt Münster für Internationale), anteriormente premio Europeo de Poesía (Europäische Poesie) fue creado por la Ciudad de Münster (Stadt Münster) en 1993 con motivo del 1.200 aniversario de la ciudad. Su objetivo es otorgar un " volumen de poesía recibido internacionalmente y su traducción independiente", por lo que el volumen de poesía o su traducción debe estar en alemán. El premio literario está dotado con un total de 15.500 euros (a partir de 2019), que el poeta y el traductor o traductores reciben a partes iguales. Los ganadores son determinados por un jurado independiente formado por Urs Allemann, Michael Braun, Cornelia Jentzsch, Johann P. Tammen y Norbert Wehr .
El premio se otorga en el marco del Encuentro Internacional de Poesía de Münster, que se celebra cada dos años en el mes de mayo.

## Ganadores del premio
- 1993 Andrea Zanzotto (autor); Donatella Capaldi, Ludwig Paulmichl y Peter Waterhouse (traductores)
- 1995 Inger Christensen (autor); Hanns Grössel (traductor)
- 1997 Zbigniew Herbert (autor); Klaus Staemmler (traductor)
- 1999 Gellu Naum (autor); Oskar Pastior (traductor)
- 2001 Hugo Claus (autor); Maria Csollány y Waltraud Hüsmert (traductores)
- 2003 Miodrag Pavlović (autor); Peter Urban (traductor)
- 2005 Daniel Bănulescu (autor); Ernest Wichner (traductor)
- 2007 Tomaž Šalamun (autor); Fabjan Hafner (traductor)
- 2009 Caius Dobrescu (autor); Gerhardt Csejka (traductor)
- 2011 Ben Lerner (autor); Steffen Popp (traductor)
- 2013 Derek Walcott (autor); Werner von Koppenfels (traductor)
- 2015 Charles Bernstein (autor); VERSATORIUM (Übersetzerteam), Tobias Amslinger, Norbert Lange, Léonce W. Lupette, Mathias Traxler (traductores)
- 2017 Jon Fosse (autor); Hinrich Schmidt-Henkel (traductor)
- 2019 Eugene Ostashevsky (autor); Monika Rinck y Uljana Wolf (traductores)

## Enlaces web
- Información sobre precio y encuentro de poesía Archivado el 19 de octubre de 2015 en Wayback Machine.
- Premio de la ciudad de Münster de poesía internacional en Kulturpreise.de